# نينتندو إي-ريدر
نينتندو إي-ريدر (بالإنجليزية: Nintendo e-Reader)‏ ، هو جهاز إلكتروني لتشغيل النظام جيم بوي أدفانس ، ووجبت على النظام حمل إحدى بطاقات اللعبة نينتندو لسحب البطاقة على الجهاز للقراءة واطـلاع النتيجة.
وهو معروف في اليابان باسم Card-e-Reader. هو إضافة تصنعها نينتندو لوحدة تحكم ألعاب الفيديو المحمولة لعبة بوي أدفانس. صدر في اليابان في ديسمبر 2001 ، ثم جرى إصداره في أمريكا الشمالية في سبتمبر 2002. يحتوي على ماسح ضوئي LED يقرأ "بطاقات القارئ الإلكتروني" ، والبطاقات الورقية مع بيانات مشفرة بشكل خاص مطبوعة عليها. اعتمادًا على البطاقة واللعبة المرتبطة بها ، تُستخدم البطاقات الإلكترونية عادةً في وظيفة تشبه المفتاح لإلغاء تأمين العناصر أو المستويات السرية أو لعب الألعاب المصغرة عند تمريرها عبر القارئ. تحتوي البطاقات نفسها على بيانات ، بدلاً من فتح البيانات الموجودة بالفعل على الجهاز نفسه.

## الاستخدام والإصدارات
صدرت نسختان في اليابان: القارئ الإلكتروني الأصلي (بدون منفذ كبل الارتباط) ، والذي يمكنه قراءة البطاقات لإلغاء تأمين محتوى اللعبة ، وما إلى ذلك ؛ ولاحقًا قارئ e-Reader + (بساطة "القارئ الإلكتروني" في أستراليا وأمريكا الشمالية) ، والذي يأتي مع منفذ كابل رابط للاتصال بألعاب نينتندو جيم كيوب.

## وصلات خارجية
- Official Japanese page at نينتندو of Japan's website
- GameFAQs entry for e-Reader
- Complete e-Reader card list, courtesy of GameFAQs and UncleBob
- PixelBoy's (Archived) e-Reader website
- e-Reader Modification for Nintendo DS
- e-dia: the e-Reader encyclopedia